# Hlboké
Hlboké es un municipio del distrito de Senica en la región de Trnava, Eslovaquia, con una población estimada a final del año 2024 de 1066 habitantes.
Se encuentra ubicado al norte de la región, en los pequeños Cárpatos y cerca del río Váh (cuenca hidrográfica del Danubio) y de la frontera con la República Checa.

## Demografía
| Año        | 1994 | 2004    | 2014    | 2024     |
| ---------- | ---- | ------- | ------- | -------- |
| Población  | 872  | 905     | 939     | 1066     |
| Diferencia |      | +3,78 % | +3,75 % | +13,52 % |

| Año        | 2023 | 2024    |
| ---------- | ---- | ------- |
| Población  | 1030 | 1066    |
| Diferencia |      | +3,49 % |